# Championnat d'Italie de rugby à XV 1980-1981
Navigation
Serie A 1979-1980 Serie A 1981-1982
Le Championnat d'Italie de rugby à XV 1980-1981 oppose les douze meilleures équipes italiennes de rugby à XV. Le championnat débute en 1980 et se termine en 1981. Le tournoi se déroule sous la forme d'un championnat unique en matchs aller-retour.
L'Aquila Mael remporte son 3e titre national. En raison de l'élargissement du championnat suivant à 16 clubs, aucune équipe n'est reléguée en fin de saison.

## Équipes participantes
Les douze équipes sont les suivantes :
| - Amatori Catane - L'Aquila Mael - Benetton Rugby Trévise - Geloso Brescia - Tuttopanella Frascati - Livorno Bandridge | - MAA Assicurazioni Milano - Parma - Petrarca Padoue - Jaffa Rugby Roma - Sanson Rovigo - San Donà Fracasso |

## Classement
| Rang | Club                     | J  | V  | N | D  | Pm  | Pe  | Diff | Pts |
| ---- | ------------------------ | -- | -- | - | -- | --- | --- | ---- | --- |
| 1    | L'Aquila Rugby           | 22 | 19 | 1 | 2  | 583 | 160 | +423 | 39  |
| 2    | Petrarca Padoue (T)      | 22 | 16 | 1 | 5  | 545 | 202 | +343 | 33  |
| 3    | Benetton Trévise         | 22 | 16 | 1 | 5  | 503 | 214 | +289 | 33  |
| 4    | Rugby Rovigo             | 22 | 15 | 1 | 6  | 616 | 237 | +379 | 31  |
| 5    | Rugby Parma              | 22 | 14 | 3 | 5  | 288 | 216 | +72  | 31  |
| 6    | San Donà Fracasso        | 22 | 10 | 0 | 12 | 317 | 413 | -96  | 20  |
| 7    | Livorno Bandridge        | 22 | 8  | 2 | 12 | 250 | 410 | -160 | 18  |
| 8    | Tuttopanella Frascati    | 22 | 9  | 0 | 13 | 282 | 456 | -174 | 18  |
| 9    | Amatori Catane           | 22 | 6  | 1 | 15 | 238 | 464 | -226 | 13  |
| 10   | Rugby Brescia            | 22 | 6  | 0 | 16 | 197 | 541 | -344 | 12  |
| 11   | MAA Assicurazioni Milano | 22 | 5  | 1 | 16 | 268 | 428 | -160 | 11  |
| 12   | Rugby Rome               | 22 | 2  | 1 | 19 | 190 | 576 | -386 | 5   |

|  | Vainqueur (no 1)         |
|  | T : tenant du titre 1980 |

Attribution des points :  victoire : 2, match nul : 1, défaite : 0.

## Vainqueur
| Entraîneur | Entraîneur             | Loreto Cucchiarelli                                                      |
| Avants     | Pilier                 | Di Giovanni, Mancini, Mascioletti, Salvatore, S. Trippitelli, L. Troiani |
| Avants     | Talonneur              | Aloisi                                                                   |
| Avants     | Deuxième ligne         | Capulli                                                                  |
| Avants     | Troisième ligne aile   | Climastone, Falancia, Panone, Zingarelli                                 |
| Avants     | Troisième ligne centre | Aloisio, Colangeli, Grottini                                             |
| Arrières   | Demi de mêlée          |                                                                          |
| Arrières   | Demi d'ouverture       |                                                                          |
| Arrières   | Centre                 | Museo, Louw                                                              |
| Arrières   | Ailier                 |                                                                          |
| Arrières   | Arrière                |                                                                          |